# Autoroute R-3 (Espagne)
L'autoroute R-3 est une autoroute urbaine payante appartenant à la Communauté de Madrid qui permet de décharger l'entrée ou la sortie de l'agglomération Madrilène depuis l'A-3 à l'est. Elle offre une alternative payante aux automobilistes à destination ou en provenance de la Communauté valencienne et de l'est.
Elle prolonge la M-23 à l'ouest de Vicalvaro et se connecte à l'A-3 à Arganda del Rey au sud-est.
D'une longueur de 37 km environ, elle relie le périphérique de l'agglomération à Vicalvaro en desservant toutes les zones industrielles de la banlieue est de Madrid (Vicalvaro, Miralrio...)
C'est de cette autoroute que part la M-203, qui la relie à l'A-2 au sud de Alcala de Henares pour rallier le nord-est au sud-est de l'agglomération en contournant Madrid.
La R-3 est gérée par Accesos a Madrid C.E.S.A., qui gère aussi la R-5.

## Tracé
- Elle commence à l'est de Madrid où elle prolonge la M-23 au niveau de la bifurcation avec la M-40.
- Elle contourne Vicalvaro par le nord et croise la M-45.
- 4 km plus loin, elle croise la M-50 et au sud de Mejorada del Campo elle bifurque avec la M-203 qui permet de rejoindre l'A-2 à Alcala de Henares.
- Elle contourne Arganda del Rey par le nord avant de se connecter à l'A-3 en direction du Levant espagnol.

## Projets
Il est prévu d'allonger la R-3 de 55 km dans la Communauté valencienne, jusqu'à Tarancon.

## Sorties
| Sorties | Villes                                      |       |
| ------- | ------------------------------------------- | ----- |
|         | Madrid Est - Madrid-Calle de O'Donnell      | M-23  |
|         | Toutes directions                           | M-40  |
|         | Madrid Sud - Toutes directions              | M-45  |
|         | Péage de Vicalvaro                          |       |
|         | Toutes directions                           | M-50  |
| 04      | Mejorada del Campo - Velilla de San Antonio | M-208 |
|         | Alcala de Henares Calatayud - Saragosse A-2 | M-203 |
|         | Péage de Argande del Rey                    |       |
| 06      | Arganda del Rey - Loeches                   | M-300 |
|         | Cuenca - Valence - Albacete                 | A-3   |